# فرانشيسكو دي نولفو
فرانشيسكو دي نولفو (بالإيطالية: Francesco Di Nolfo)‏ لاعب كرة قدم إيطالي في مركز الهجوم (ولد في روما 4 يوليو 1998)، يلعب لنادي بروجيا الإيطالي.

## روابط خارجية
- فرانشيسكو دي نولفو على موقع قاعدة بيانات كرة القدم.إي يو (الإنجليزية)
- فرانشيسكو دي نولفو على موقع عالم كرة القدم.نت (الإنجليزية)